# Suzanne McNabb
Suzanne McNabb ist eine britische Tierärztin,  Mitbegründerin und aktuelle Eigentümerin des The Neighbourhood Veterinary Centre.

## Karriere
McNabb ist Mitbegründerin des The Neighbourhood Vet. Vor ihrer medizinischen Laufbahn studierte sie Fotografie. Sie absolvierte eine Zusatzausbildung in einer Kleintier-Chirurgie und hat ihren Master an der University in Edinburgh in Tierschutz sowie einen Master in Erhaltung der Medizin.
Sie lebte jahrelang in Afrika und lebt derzeit in London. Sie ist mit einem belgisch-simbabwischen Filmproduzenten verheiratet und hat zwei Kinder.
Bekanntheit erlangte McNabb, neben ihren Engagements als Tierschützerin (WSPA) und tierärztliche Beraterin im Katastrophenmanagement, als Schauspielerin in der TV-Serie Prehistoric Park – Aussterben war gestern. Dort spielte sie sich selber und war die Tierärztin des Parks sowie medizinische Beraterin von Nigel Marven.

## Filmografie
- 2006: Prehistoric Park – Aussterben war gestern